# NGC 307
NGC 307 is een lensvormig sterrenstelsel in het sterrenbeeld Walvis. NGC 307 staat op ongeveer 160 miljoen lichtjaar van de Aarde.
NGC 307 werd op 6 september 1831 ontdekt door de Britse astronoom John Herschel.

## Synoniemen
- PGC 3367
- UGC 584
- MCG 0-3-35
- ZWG 384.39
- Z 054.0-0202